# 都市鉄道等利便増進法
都市鉄道等利便増進法（としてつどうとうりべんぞうしんほう、平成17年5月6日法律第41号）は、既存の都市鉄道ネットワークを有効活用することにより、都市鉄道利用者の利便を増進させることに関する日本の法律である。
法令番号は平成17年法律第41号、2005年（平成17年）5月6日に公布された。最終改正は地域の自主性及び自立性を高めるための改革の推進を図るための関係法律の整備に関する法律（平成23年法律第105号）。

## 主務官庁
- 国土交通省総合政策局交通政策課
- 国土交通省鉄道局都市鉄道政策課

## 概説
日本の都市、特に東京、京阪神、名古屋の各大都市圏における鉄道ネットワークの稠密さは世界でも有数のものである。これは、鉄道は公有公営が原則である諸外国と違い、日本では早くから民間による鉄道輸送が発達した歴史的経緯があり、世界でも例がない民間鉄道事業者数の多さとその経営努力が、大都市におけるネットワーク構成に寄与している。
しかし、逆に鉄道事業者が細かく分かれていたことが、各事業者間の連携意欲の希薄さにつながった。鉄道事業者が違えば「乗換をしなければならない」「別途運賃を支払わなければならない」といった負担が生じ、また「同じ駅でも乗換に時間がかかることがある」「駅名は同じなのに違う場所にある」ことも発生した。
今までも、これらの問題点を解消する努力はされてきた。例えば、相互直通乗り入れによる乗り換えの解消や、駅の統合化（金山総合駅など）による乗り換えの利便性向上等である。ただし、多くは国土交通省・地方公共団体の指導や各事業者間の努力・意欲に依存してきた。
この法律では、このような経緯を踏まえ、主として乗り換え解消による「速達性向上」や乗り換えの利便性向上のための「交通結節機能高度化」を法的な構想・事業として位置づけ、国及び地方公共団体の資金確保の努力義務を定めている。
対象地域は、第2条第1項で　都市鉄道　大都市圏と定義され、その定義は都市鉄道等利便増進法施行規則（平成17年7月29日国土交通省令第82号）により、首都圏整備法、近畿圏整備法、中部圏開発整備法、地方自治法第252条第1項（政令指定都市）の地域とその周辺と定められている。また、この法律による対象事業として、2006年6月9日、相模鉄道西谷駅とJR東日本横浜羽沢駅（事実上の旅客運用は羽沢横浜国大駅）との相互直通のための連絡線建設事業が、同6月23日に新横浜駅を経由して相鉄羽沢横浜国大駅と東急日吉駅を結ぶ計画が神奈川東部方面線として大臣認定された。

## 法律の構成
- 第一章　総則（第1条～第2条）
- 第二章　基本方針（第3条）
- 第三章　速達性の向上（第4条～第11条）
- 第四章　交通結節機能の高度化（第12条～第22条）
- 第五章　雑則（第23条～第29条）
- 第六章　罰則（第30条～第31条）
- 附則

## 法律上の主な手続き
- 国土交通大臣は、都市鉄道等の利便増進のための基本方針を定め、公表する。
- 速達性向上事業を行う者は、都市鉄道施設の整備構想及び営業構想を作成して、国土交通大臣に認定を申請する。国土交通大臣は認定したときに公表する。
- 速達性向上事業の認定構想事業者は、速達性向上計画を作成して、国土交通大臣に認定を申請する。国土交通大臣は、軌道法に定める特許を要する場合は運輸審議会に諮り、その他は政令に基づき認定する。
- 地方公共団体は、鉄道事業者等に対して速達性向上事業の実施を要請できる。特定非営利活動法人、一般社団法人、一般財団法人、これに準ずる団体、鉄道事業者等は、地方公共団体に対して要請の提案をすることが出来る。これら要請及び提案をする場合、速達性向上計画の素案を提示しなければならない。
- 都道府県は、交通結節機能高度化構想を作成して、国土交通大臣に協議し、その同意を求めることが出来る。
- 同意された都道府県は、交通結節機能高度化に必要な協議会を組織できる。
- 協議会において構想に基づく交通結節機能高度化計画を作成したときは、国土交通大臣に認定を申請できる。国土交通大臣は計画の作成に関して助言又は勧告をすることが出来る。
- 鉄道事業者等、駅周辺施設整備を行う者、市町村及び特別区、利害関係者は、都道府県に対して交通結節機能高度化構想作成の提案をすることが出来る。この場合、構想の素案を示さなければならない。
- 国土交通大臣は、速達性向上計画及び交通結節機能高度化計画の作成に際し、協議への不参加等による協議未開催または中断があった場合は協議の開始または再開の命令、命令後の協議の不調の場合は裁定、計画作成後の事業の未実施の場合は事業実施の勧告及び命令の権限を有する。

## 下位法令
- 都市鉄道等利便増進法施行令（平成17年政令第221号）
- 都市鉄道等利便増進法施行規則